# Phyllodoce caerulea
Phyllodoce caerulea — вид трав'янистих рослин родини вересові (Ericaceae). Етимологія: лат. caeruleus — «синій».

## Опис
Багаторічний карликовий чагарник, заввишки 10–15(25) см. Стебла висхідні, гіллясті, деревні. Листки чергові, безчерешкові, розлогі, зимівні; пластини 4–10 × 1–1.3 мм, голчасті, неглибоко зазубрені, шкірясті, голі, знизу біло-пухнасті. Суцвіття парасолевидні, 1–6-квіткові. Квітконіжки 10–30 мм, залозисті. Квіти похилі; чашолистків 5, від лінійних до ланцетних, 3–4 мм; віночки спочатку червоні, потім від фіолетового до синього, (іноді білі), довжиною 7–12 мм, неглибоко 5-лопатеві; тичинок 8–10; пиляки 1.2–1.5 мм. Плоди — 4 мм довжиною, з залозистими волосками, червонувато-коричневі капсули. 2n = 24.
Квітує з червня по серпень.

## Поширення
Східна Азія (Японія, Корея, Монголія, Росія); Північна, східна й західна Європа (Росія, Фінляндія, Швеція, Норвегія, Ісландія, Сполучене Королівство, Франція, Іспанія); Північна Америка (Гренландія, Канада, США). Вид культивується.
Населяє кам'янисту тундру, болотяну мохову місцевість, іноді гірські березові рідколісся й хвойні ліси.

## Галерея

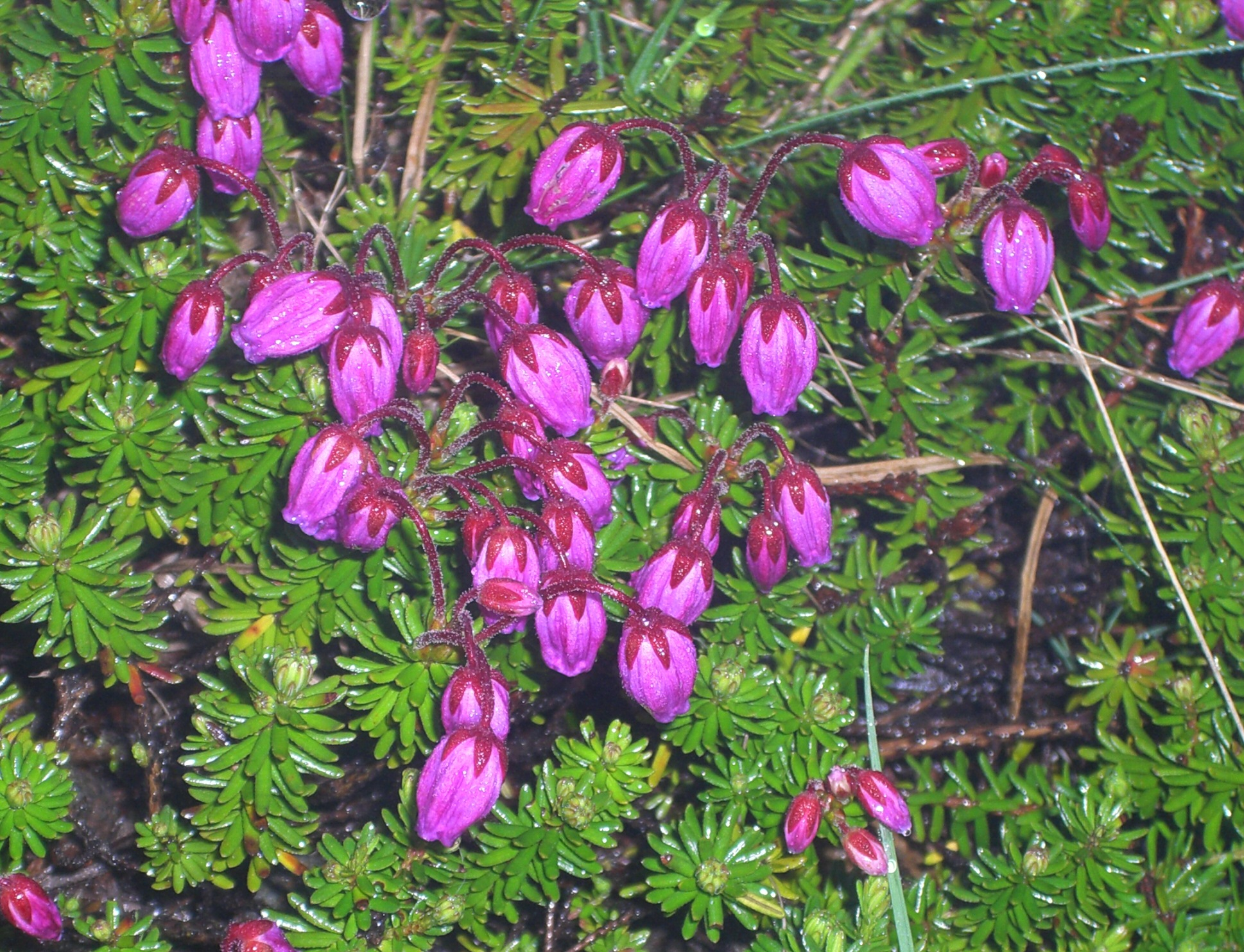
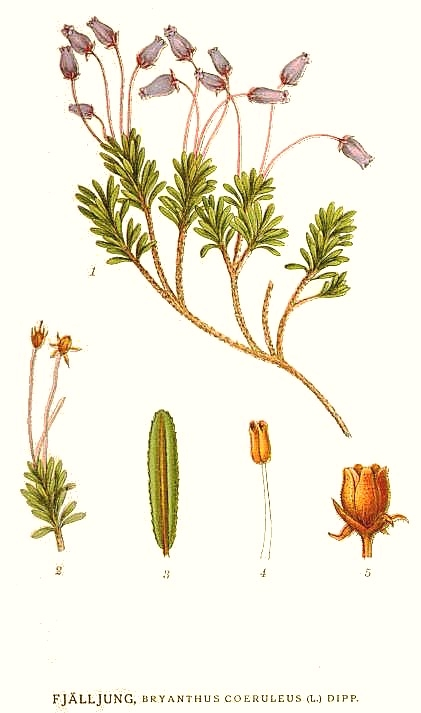